# Бобровников Василь Валентинович
Василь Валентинович Бобровников (8 листопада 1971, м. Київ, СРСР) — український хокеїст, центральний нападник. Заслужений працівник фізичної культури і спорту України (2008).
Виступав за команди: ШВСМ (Київ), «Сокіл» (Київ), «Беркут» (Київ), «Ак Барс» (Казань), «Торпедо» (Нижній Новгород), АТЕК (Київ).
У складі національної збірної України провів 182 матчі; учасник зимових Олімпійських ігор 2002 (4 матчі, 0+1); учасник чемпіонатів світу 1993 (група С), 1994 (група С), 1995 (група С), 1996 (група С), 1997 (група С), 1998 (група B), 1999, 2000, 2001, 2002, 2003, 2004, 2005, 2006 і 2007.
Досягнення
- Переможець Зимової Універсіади (1999)
- Чемпіон СЄХЛ (1998, 1999, 2001)
- Чемпіон України (1993, 1995, 1997, 1998, 1999, 2001, 2003, 2004, 2005, 2006, 2007, 2008)
- Володар Кубка СЄХЛ (1998, 1999, 2001)
- Володар Кубка України (2007)
- Учасник матчу «Всіх зірок» СЄХЛ (2001, 2002, 2003, 2004)
- Учасник матчу «Всіх зірок» ВЧБ (2005).
- Найкращий нападник чемпіонату СЄХЛ (2000).